# Francesco Antonio Novi
Francesco Antonio Novi fou un compositor i poeta dramàtic italià de principis del segle xviii.
Se li atribueixen la lletra i la música de les òperes següents: Alarico, rè de Got, Giulio Cesare in Alessandria (1703), Le Glorie di Pompea (1703), Il pescator Fortunato, principe d'Ischia, Cesare e Tolomeo in Egitto i Il diomede, així com un famós oratori Il trionfo della fede nella conversione di San Paolo (1710).